# 刘玉厚

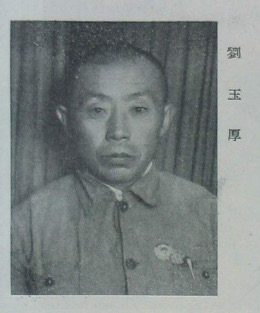

刘玉厚（1908年—1997年）陕西省绥德县张家砭乡郝家桥村人，中华民国及中华人民共和国农民、劳动模范。

## 生平
1937年，刘玉厚加入中国共产党。1943年，响应毛泽东的号召，组织成立了绥德县第一支变工队。1943年2月，习仲勋调任中共绥德地委书记。这时，大生产运动正在陕甘宁边区及中共领导的各敌后抗日根据地开展。习仲勋到任后，把搞好生产、发展经济作为首要工作任务，经常到农村田间地头了解情况。在到绥德县郝家桥村向当地农民请教生产时，习仲勋发现了刘玉厚的经验，乃帮郝家桥村和刘玉厚总结经验并大力推广，掀起了生产热潮，生产变工互助组、工副业生产、劳动竞赛都开展起来，绥德地区涌现出很多先进乡、村典型以及模范人物。1943年11月至12月，在陕甘宁边区第三届生产展览会和第一届劳动英雄大会期间，刘玉厚、吴满有、白德等17位劳动模范应毛泽东邀请，参加了大生产经验座谈会，并受到朱德总司令的嘉奖。
1944年，刘玉厚在任农会主任和郝家桥村村长时，郝家桥村被陕甘宁边区政府誉为“模范村”。在第二次国共内战中，刘玉厚支前抬担架，勇敢工作，受特别奖励。1947年，刘玉厚参加中国人民解放军，1949年在解放大西北的战斗中立下大功，受到毛泽东接见，并应邀赴北京参加新政治协商会议筹备会。同年6月，参加了中国人民政治协商会议第一届全体会议代表，并任主席团成员。1949年10月1日，在天安门城楼观礼中华人民共和国开国大典。
1950年，刘玉厚在绥德县人民政府四科工作，因为表现突出，被誉为“特等劳模”。后来调到泾惠农场、兴平拖拉机站等单位工作，曾任兴平县机械工交局局长、兴平县政协主席等职。刘玉厚一生曾五次受到毛泽东接见。
在农业学大寨时期，刘玉厚坚持参加劳动，获得群众爱戴。1970年2月，63岁已退休回家的刘玉厚不顾年老体弱，回家第二天就同社员们一起参加打坝。他的组织关系落在张家砭公社，他本人也住在公社，和张家砭公社党委书记强艾生同住一室。组织上任命刘玉厚为张家砭公社革命委员会副主任。为了推动农村水利建设，刘玉厚跑遍了全公社32个大队，98架山，87条沟，走到了全公社全部数十处水利工程，帮助各大队制订农田水利建设规划。1972年春，当地发生严重旱情，刘玉厚率群众抢修郝家桥大队在建的滚水坝。他和社员同吃同劳动，带头背大石料。经两个多月劳动，建成了这座大型滚水坝。随后他又领导社员建成了一条六里多长的引水渠，从而使三个大队的50余亩水地实现自流灌溉，平均亩产达480多斤。
郝家桥大队建水库时，因资金缺乏，有人想向国家申请资金援助。但刘玉厚说：“一定要坚持自力更生，艰苦奋斗的精神。”因为没钱买炸药崩土，刘玉厚组织30余人用镢头掏土；车辆不足，他发动群众自制土车；没钱买柴油抽水灌坝，他带领社员掏马牙石（马牙石是一种动物化石）出售后购买柴油；没有镢头，他自己出钱买了十多把镢头。
由于长期从事艰苦劳动，刘玉厚患上了严重的胃病，胃被切除五分之三，身体病弱，但他坚持工作和劳动。中共党员刘永宽被牛踢伤后住院治疗，刘玉厚四次到20里远的县城看望；要下暴雨时，刘玉厚挨家挨户查看社员家的窑和房子，检查水库、土坝。
中共十一届三中全会后，中共中央关心陕北革命老区，陕西省专门成立了陕北建设委员会。1979年冬，刘玉厚应习仲勋等中共老一辈革命家之邀，到北京看望他们，汇报群众生产生活情况。 
1997年，刘玉厚逝世。